# Sens de l'orientation

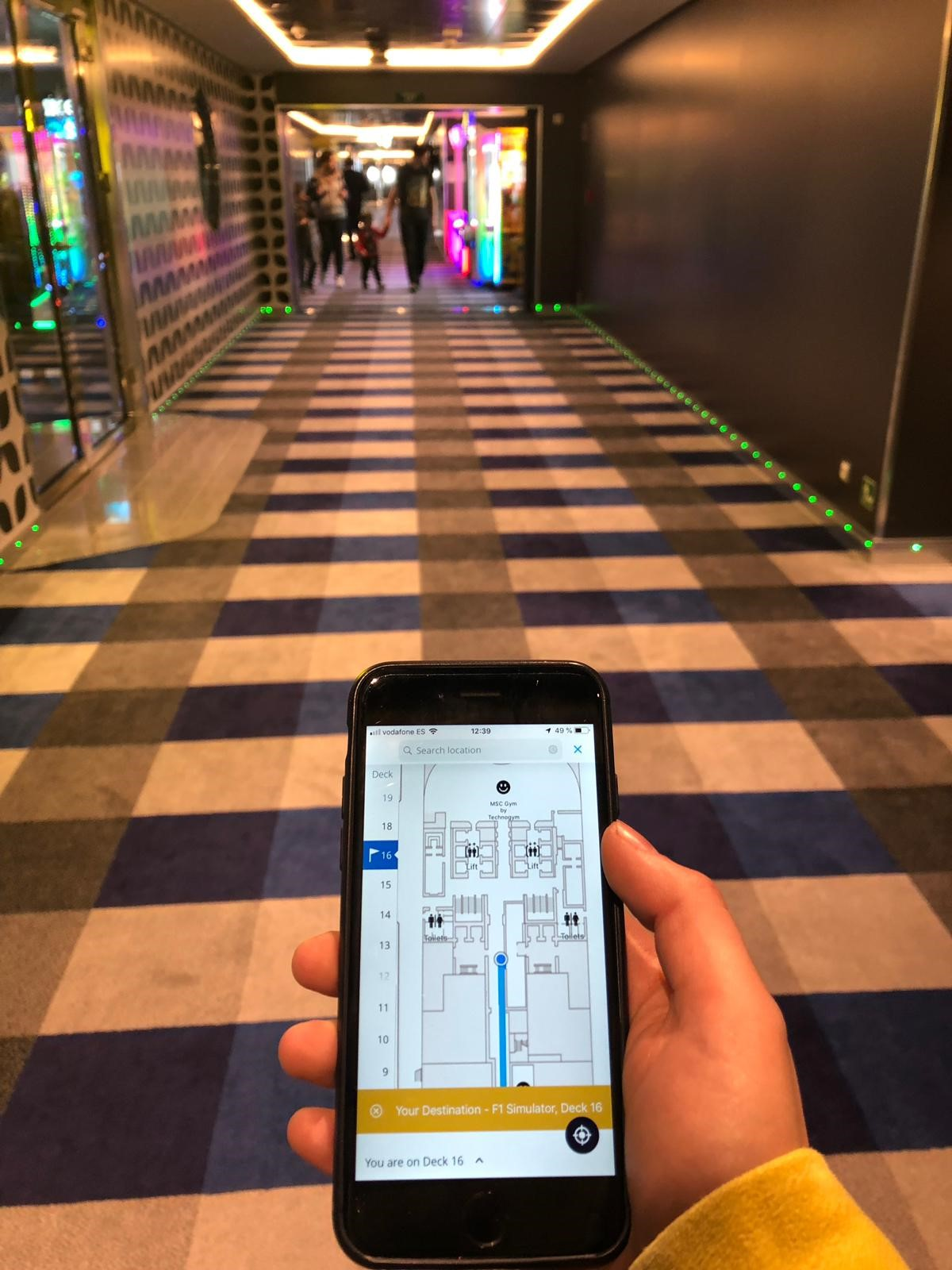
Assistance à l'orientation en intérieur.

Le sens de l'orientation est l'aptitude d'un humain ou d'un autre animal à trouver son chemin. Cela leur permet de se rendre à un point de l'espace à un autre. De manière basique, le processus fait appel à quatre étapes :
1. L'orientation au niveau du point de départ est la capacité à déterminer la position initiale, notamment en s'aidant de l'environnement et des points de repère qui lui sont particuliers.
2. Le choix d'itinéraire est la sélection d'un itinéraire menant à la destination souhaitée, formé à partir de la représentation mentale de l'espace ou à l'aide d'outils.
3. Le suivi de l'itinéraire est la vérification que l'itinéraire emprunté mène bien à la destination voulue.
4. La reconnaissance de la destination est le fait de bien identifier le point d'arrivée[1].

L'environnement, et particulièrement l'environnement 
urbain, peut particulièrement influencer la capacité de l'individu à 
trouver son chemin. Kevin A. Lynch, utilisant le terme wayfinding dans son ouvrage L'image de la cité de 1960, a étudié la capacité d'une ville à favoriser l'orientation. Une étude parue dans la revue scientifique Nature a montré que grandir dans une ville dont le réseau de rues est quadrillé (voir Plan hippodamien) développe moins le sens de l'orientation que grandir dans un environnement topologiquement plus complexe.
Il est observé que les hommes ont un sens de l'orientation très légèrement supérieur à celui des femmes, mais cela n'a rien à voir avec la génétique ou l'évolution. Ce fait serait le résultat de la différence d'éducation, notamment car on laisse plus facilement les garçons jouer dehors de la maison que les filles, ce qui leur permet de développer leur sens de l'orientation.

## Sens inné chez de nombreux animaux
Certains animaux semblent pouvoir s'orienter, ou corriger leur orientation grâce à des organes de « magnétoréception », sensibles au champ magnétique terrestre. C'est le cas par exemple des tortues, homards, vers, escargots, grenouilles, tritons ou les chiroptèes. Deux grandes hypothèses existent pour expliquer, cette capacité, l'une reposant sur la présence de cristaux de magnétite dans certains organes, l'autre invoquant le rôle d'une protéine présente dans la rétine, dite cryptochrome.
La plupart des animaux grands migrateurs utilisent à la fois le champ magnétique et des points de repère visuels (ex : pigeon voyageur (chez qui l'oreille interne semble être le siège de cette capacité), poissons et oiseaux migrateurs) de même que les abeilles qui utilisent en outre aussi la polarisation de la lumière pour s'orienter. 

Hynek Burda (écologue sensoriel à l'Université tchèque des sciences de la vie de Prague, étudiant depuis 39 ans le sujet de la réception magnétique a montré en 2013 avec son équipe que le chien tend à uriner ou déféquer en s'orientant du nord vers le sud ; et Catherine Lohmann (Biologiste à l'Université de Caroline du Nord) a récemment (2020) montré que le chien peut aussi « utiliser le champ magnétique terrestre pour calculer des raccourcis sur un terrain inconnu ».
Et les différentes espèces de fourmis ont développé des méthodes d'orientations diverses et parfois très élaborées (podomètre interne, polarisation de la lumière, traces chimiques laissées par d'autres fourmis, etc.).
L'humain semble principalement utiliser des points de repère visuels, dont le soleil ou la lune, des expériences ayant montré que sans de tels repères (dans un désert homogène ou en forêt tropicale dense), les humains ont tendance à tourner en rond, voire à avoir une trajectoire au tracé plutôt chaotique. Mais des expériences ont montré qu'il est également sensible au champ magnétique terrestre
Des expériences laissent penser que l'être humain, les yeux bandés, après un déplacement sur une longue distance semble dans une certaine mesure avoir néanmoins conservé une capacité à utiliser le champ magnétique terrestre pour s'orienter.